# Provincia di al-Bāha
La provincia di al-Bāha (in arabo الباحة‎?) è una provincia dell'Arabia Saudita. Si trova nel sud del paese, vicino alla Mecca.

Si estende per 15.000 km² e ha una popolazione di 459.200 abitanti (1999). Il suo capoluogo è al-Bāha. Un'altra importante città è Baljurashi, che ha un famoso mercato tradizionale conosciuto come sūq al-sabt, cioè "il mercato del sabato".

## Elenco dei governatori
- Sa'ud bin Abdul Rahman Al Sudairy (.... - ....)
- Sharif Faysal bin Hazza Al Abdali (.... - ....)
- Ibrahim bin Abd al-Aziz Al-Ibrahim (.... - ....)
- Ibrahim bin Mohammed Al-Zaid (.... - ....)
- Mohammad bin Sa'ud Al Sa'ud (settembre 1987 - 2010)
- Mishari bin Sa'ud Al Sa'ud (28 agosto 2010 - 22 aprile 2017)
- Hussam bin Sa'ud Al Sa'ud, dal 22 aprile 2017

## Elenco dei vice governatori
- Mohammad bin Sa'ud Al Sa'ud (31 ottobre 1962 - settembre 1987)